# Fiat 128 Coupé
La FIAT 128 Coupé, a volte denominata "128 Sport" o "128 Sport Coupé", è un'automobile sportiva costruita dalla casa torinese tra il 1971 ed il 1980.

## Il contesto
Tra la fine degli anni sessanta e l'inizio degli anni settanta, continuavano ad essere gradite dal pubblico le coupé derivate dalle piccole e medie berline di grande produzione. La FIAT aveva riscosso un consistente successo di vendite con la "850 Coupé", ma si trovava ora in difficoltà, non avendo un valido modello sportivo da proporre quale alternativa economica alle costose "124 Sport Coupé", "Giulia GT" e "Fulvia Coupé" che, in quegli anni, rappresentavano l'eccellenza nel settore di mercato.
Inoltre, importanti case come Ford, Opel e Renault, avevano iniziato a proporre modelli coupé dall'aspetto aggressivo e dal temperamento turistico che, pur non raggiungendo prestazioni paragonabili alle blasonate Alfa Romeo e Lancia, si rivolgevano ad una fascia di utenza disposta ad accontentarsi di prestazioni ridotte, ma compensate da ridotti costi d'acquisto e d'utilizzo e da una abitabilità sufficiente per quattro persone.
L'immissione sul mercato, in rapidissima serie, della "Capri", della "Manta" e delle Renault 15 e 17 ed il loro immediato successo, anche in Italia, costrinsero la Fiat a rompere gli indugi e proporre, nel 1971, la propria interpretazione di quella che allora veniva definita la "sportiva di famiglia", presentando i modelli "128 Rally" e "128 Coupé".
Il ritorno commerciale della "128 Coupé" fu inizialmente notevole, al punto che al primo giorno di esposizione al Salone di Torino raccolse ben 2000 ordini. Se per i primi due anni di produzione le vendite andavano a gonfie vele, successivamente gli effetti della crisi petrolifera ne limitò fortemente la richiesta.
Per trovare un rilancio della vettura, nel 1975, la Fiat apportò coraggiose modifiche inserendo un innovativo portellone posteriore. L'aggiornamento portò alla presentazione della "128 Coupé 3P". Se il modello precedente non aveva soddisfatto appieno le previsioni di vendita, quest'ultima versione non riuscì ad imporsi presso il pubblico italiano, mentre qualche consenso arrivò dai mercati esteri.
La produzione cessò nel 1980, mettendo la parola fine ad una buona prova di tecnologia costruttiva, ma troppo in ritardo sulla moda delle piccole coupé degli anni sessanta e troppo in anticipo sulla moda delle sportive con portellone posteriore degli anni ottanta, inaugurata dalla Volvo 480 ES. Occorrerà aspettare quasi vent'anni prima di ritrovare nel listino Fiat un'altra coupé.

## La 128 Coupé (1971-1975)
Pur se derivata dalla "128 berlina", occorre dire che per la nuova coupé i progettisti Fiat eseguirono un tale stravolgimento strutturale che risulta difficile trovare dei punti di contatto tra le due vetture. A cominciare dal pianale, il cui passo è ridotto di ben 22 cm e dotato di un telaio perimetrale suppletivo, per irrigidire la struttura e migliorare la distribuzione dei pesi. La grande attenzione alla tenuta di strada è testimoniata anche dalle sospensioni di tipo sportivo, completamente ridisegnate per questo modello.
Due le motorizzazioni offerte: il 1.116 cm³ a corsa corta della berlina, opportunamente potenziato a 64 CV adotta un carburatore doppio corpo con l'apertura differenziata delle farfalle ed una fasatura anticipata dell'albero a camme, o il 1.290 cm³, realizzato mediante un semplice aumento dell'alesaggio, che sviluppa 75 CV di potenza massima. Il medesimo propulsore, depotenziato di 8 CV, veniva anche montato sulla "128 Rally".
La carrozzeria è piuttosto squadrata, così come imponevano i canoni stilistici dell'epoca, con un rialzo al retrotreno decisamente elegante che, tuttavia, non riscontrò grande favore nella stampa specializzata dell'epoca. L'abitabilità, nonostante il passo contenuto, è paragonabile alle altre coupé presenti sul mercato all'epoca e molto buona (320 dmc) è la capienza del bagagliaio.

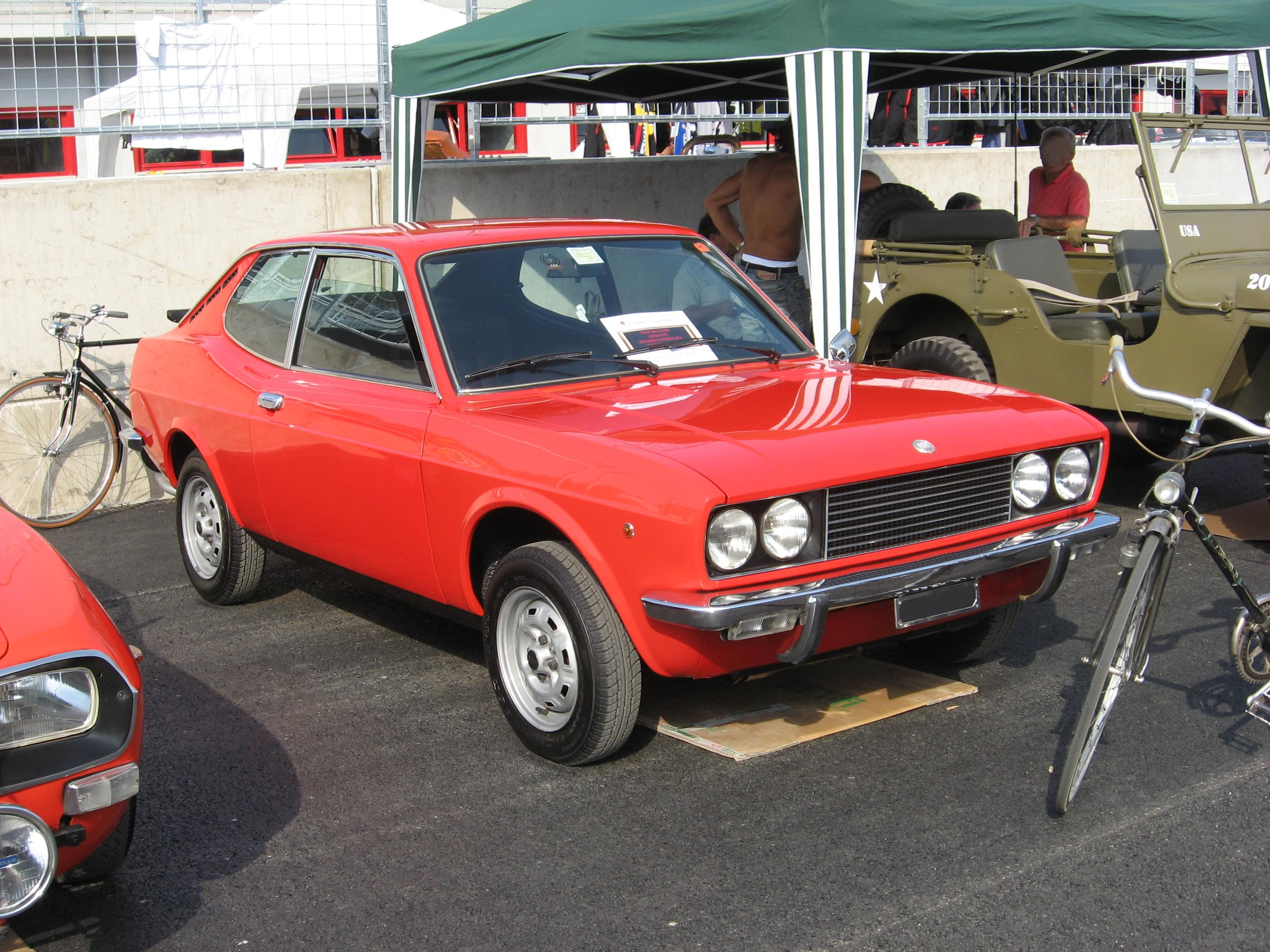
Una Fiat 128 Coupé SL

Notevoli i tempi d'accelerazione e le velocità massime raggiungibili (156 km/h per la "1100" e 164 km/h per la "1300"), anche se i lunghi percorsi autostradali non esaltano appieno le doti della vettura, a causa della rumorosità dovuta all'assenza della 5ª marcia. Dotata di un efficiente impianto frenante, la "128 Coupé" si trova a proprio agio sui percorsi misti e di montagna, dove il peso limitato ed il passo ridotto consentono un'agilità di guida che poche concorrenti dell'epoca possono vantare. Il tutto con una sorprendente parsimonia nei consumi che, soprattutto per la versione "1100", risultano sensibilmente inferiori rispetto al corrispondente modello berlina, nonostante l'aumento di potenza e di prestazioni.
I due allestimenti in cui era disponibile la vettura differiscono, all'esterno, soprattutto nel tipo di ruote e nella calandra di diverso disegno, a due fari rettangolari per la "S" (Sport) ed a quattro fari tondi per la "SL" (Sport Lusso). Inoltre, la "SL" ha le cornici cromate attorno a tutti i vetri, maniglie delle porte e tappo del serbatoio anch'essi cromati, i sottoporta (brancardi) verniciati di nero opaco, una tripla striscia adesiva nera orizzontale applicata sul cofano posteriore, la luce di retromarcia ed i cerchi sportivi in lamiera stampata privi di coppe. Gli interni della "SL" sono maggiormente rifiniti, con sedili più soffici e regolabili, volante imbottito, tunnel centrale con portaoggetti e strumentazione completa di contagiri elettronico e termometro dell'acqua.

### Versioni
Nel 1971 le quattro versioni della nuova Fiat coupé vennero messe in vendita con questi prezzi di listino, franco filiale:
- 128 Coupé S 1100 - Lire 1.300.000
- 128 Coupé SL 1100 - Lire 1.390.000
- 128 Coupé S 1300 - Lire 1.360.000
- 128 Coupé SL 1300 - Lire 1.450.000

La messa in strada comportava il contenuto supplemento di Lire 35.000, uguale per tutte le versioni.

### Accessori
Le vetture potevano essere dotate di una piccola serie di accessori a pagamento:
- Antifurto - Lire 7.000
- Lunotto termico - Lire 10.000
- Lunotto termico e cristalli atermici - Lire 21.000
- Ruote in lega di magnesio - Lire 50.000

### Colori
Otto erano i colori disponibili per la verniciatura, nessuno dei quali metallizzato, con varie combinazioni per la tappezzeria in sky degli interni:
- Bianco 233 con interni rossi, beige o neri
- Blu di Francia 426 con interni beige
- Blu scuro 456 con interni rossi o beige
- Giallo Positano 208 con interni neri
- Giallo primula 221 con interni rossi, beige o neri
- Grigio Bristol 621 con interni rossi o beige
- Rosso arancio 171 con interni beige o neri
- Verde 311 con interni beige

## La 128 3P (1975-1980)

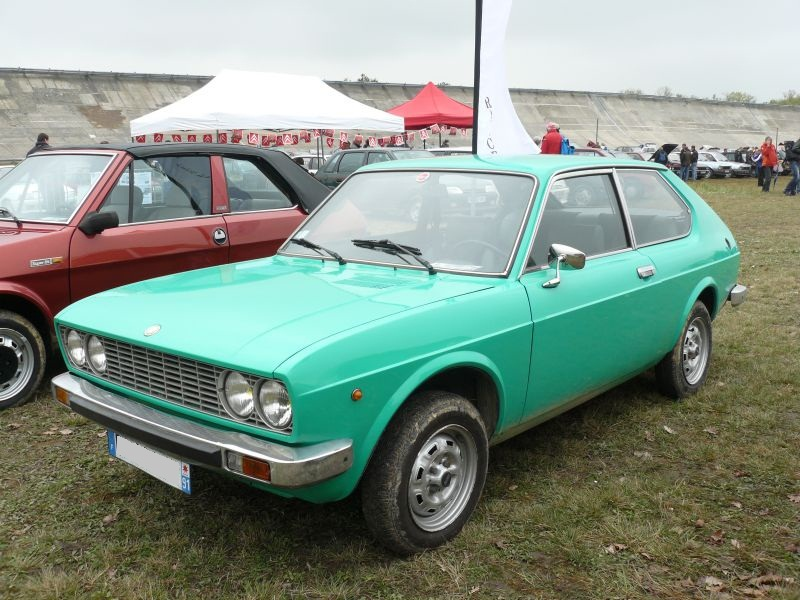
Una Fiat 128 3P

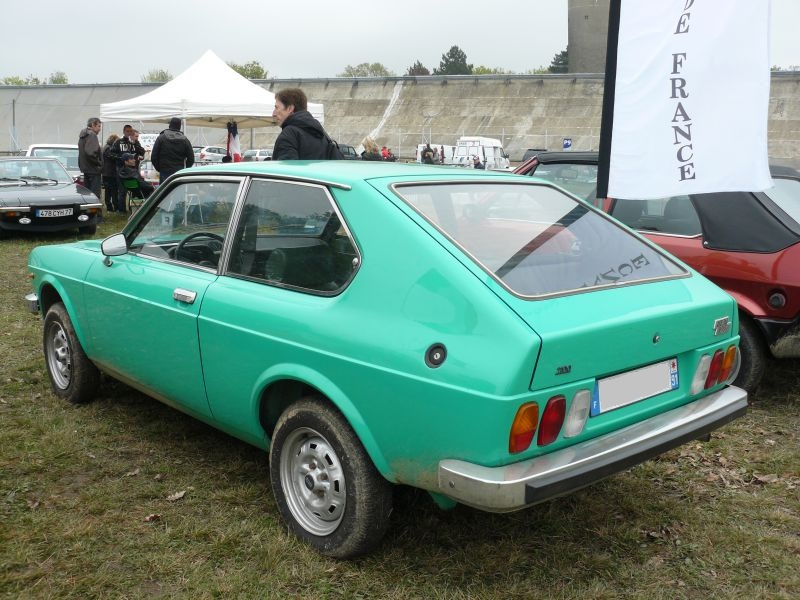
Vista posteriore

Nel 1975 la Sport Coupé viene sostituita dalla sua evoluzione, la 128 3P. La vettura, proposta come berlinetta sui dépliant della casa, era in pratica una coupé/familiare, con bagagliaio più sfruttabile di quello della Sport grazie all'adozione di un ampio portellone posteriore apribile, sul tipo di quello della 127, incernierato in alto e sostenuto, a destra, da una molla a gas. Originale la fanaleria posteriore, forse il particolare più moderno di tutta la vettura. Davanti restava il muso piuttosto alto, per l'ingombro del motore, della Sport. Variavano in parte gli interni, ora "ravvivati" sui sedili, da una fascia centrale in panno scozzese. Erano inoltre disponibili le cinture di sicurezza a tre punti.
Le motorizzazioni erano i consueti 1100 e 1300 monoalbero, ora ritoccati per ridurre leggermente i consumi. La vettura resta invariata fino al 1978, quando viene proposta la "Serie Speciale", una 3P con spoiler sotto il lunotto, poggiatesta ai sedili anteriori, paraurti, maniglie, specchietti e cornici vetri nero-opaco e motivo adesivo con scritta SPORT sulle fiancate, sulla coda e sul muso. Quest'ultima evoluzione non è altro che la commercializzazione italiana della 128 berlinetta GLX per il mercato tedesco. La 3P venne venduta in meno di 140.000 esemplari (contro gli oltre 200.000 esemplari della Sport Coupé), di cui 13.600 della "Serie Speciale", restando in listino fino al 1980, quando ormai il prezzo superava i 5 milioni di lire.

## La versione spagnola

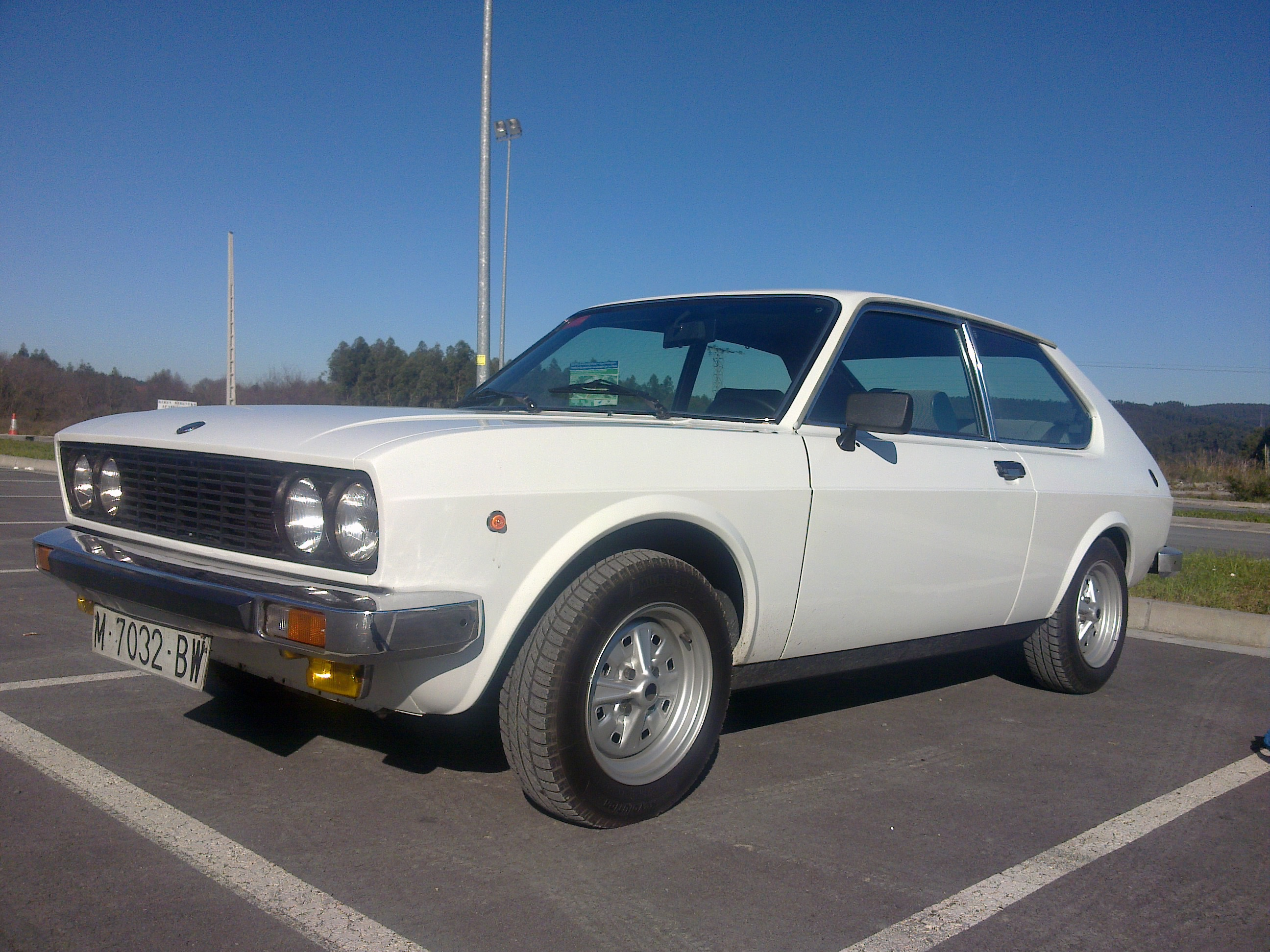
Una Seat 128 3P

Nel 1975 fu presentata la Seat 1200 Sport, "cugina" spagnola della "128 Coupé", destinata prevalentemente al mercato iberico, più comunemente conosciuta come "Bocanegra".
Il modello iberico venne poi sostituito dalla Seat 128 3P nel 1978, praticamente identico alla 3P italiana ma con i motori 1200 e 1430 già adottati sulla "Bocanegra". Venne anche avviata nel 1979 con motorizzazione Fiat 1.100 cm³ la versione "Crono", molto simile alla "Serie Speciale" di produzione italiana. L'operazione però non ebbe successo ed i 200 esemplari realizzati furono faticosamente venduti sul mercato spagnolo, che non gradiva le auto sportive con portellone posteriore, al prezzo scontato di 275.000 pts; circa la metà del prezzo di vendita in Italia.

## Dati tecnici
| Caratteristiche tecniche - Fiat 128 Coupé | | | |
| Modello                                   | Versione "1100" del 1971 | Versione "1300" del 1971 | |
| Motore                                    | 4 cilindri in linea ciclo Otto, corsa corta, anteriore trasversale | 4 cilindri in linea ciclo Otto, corsa corta, anteriore trasversale | 4 cilindri in linea ciclo Otto, corsa corta, anteriore trasversale |
| Cilindrata                                | 1.116 cm³ (Alesaggio x corsa = 80 x 55,5 mm) | 1.290 cm³ (Alesaggio x corsa = 86 x 55,5 mm) | |
| Distribuzione                             | a 2 valvole con albero a cammes in testa | a 2 valvole con albero a cammes in testa | a 2 valvole con albero a cammes in testa |
| Potenza max                               | 64 CV DIN a 6.000 giri/min | 75 CV DIN a 6.600 giri/min | |
| Coppia max                                | 8,3 mkg DIN a 3.800 giri/min | 9,4 mkg DIN a 3.600 giri/min | |
| Frizione                                  | monodisco a secco | monodisco a secco | monodisco a secco |
| Cambio                                    | a 4 rapporti + RM | a 4 rapporti + RM | a 4 rapporti + RM |
| Trazione                                  | anteriore | anteriore | anteriore |
| Scocca                                    | metallica autoportante | metallica autoportante | metallica autoportante |
| Sospensioni ant.                          | a ruote indipendenti, bracci trasversali oscillanti, mollone elicoidale, ammortizzatori idraulici telescopici                                                                                          | a ruote indipendenti, bracci trasversali oscillanti, mollone elicoidale, ammortizzatori idraulici telescopici                                                                                          | a ruote indipendenti, bracci trasversali oscillanti, mollone elicoidale, ammortizzatori idraulici telescopici                                                                                          |
| Sospensioni post.                         | a ruote indipendenti, bracci triangolari trasversali oscillanti, balestra trasversale, ammortizzatori idraulici telescopici                                                                            | a ruote indipendenti, bracci triangolari trasversali oscillanti, balestra trasversale, ammortizzatori idraulici telescopici                                                                            | a ruote indipendenti, bracci triangolari trasversali oscillanti, balestra trasversale, ammortizzatori idraulici telescopici                                                                            |
| Impianto frenante                         | a disco sulle ruote anteriori e a tamburo sulle posteriori, con comando idraulico, servofreno a depressione e limitatore di frenata al retrotreno. Freno a mano sulle posteriori con comando meccanico | a disco sulle ruote anteriori e a tamburo sulle posteriori, con comando idraulico, servofreno a depressione e limitatore di frenata al retrotreno. Freno a mano sulle posteriori con comando meccanico | a disco sulle ruote anteriori e a tamburo sulle posteriori, con comando idraulico, servofreno a depressione e limitatore di frenata al retrotreno. Freno a mano sulle posteriori con comando meccanico |
| Pneumatici                                | 145 HR x 13" Radiali | 145 HR x 13" Radiali | 145 HR x 13" Radiali |
| Peso                                      | 815 kg in ordine di marcia, 775 kg a vuoto | 820 kg in ordine di marcia, 780 kg a vuoto | |
| Serbatoio                                 | 50 litri | 50 litri | 50 litri |
| Accelerazione                             | 35,201 sec. sul km da fermo | 33,864 sec. sul km da fermo | |
| Velocità massima                          | 156 km/h | 164 km/h | |
| Consumo                                   | a 90 km/h: 6,58 - a 120 km/h: 8,49 - urbano: 8,5 lt/100 km | a 90 km/h: 6,89 - a 120 km/h: 9,39 - urbano: 8,8 lt/100 km | |